# ISO 17025
HRN EN ISO/IEC 17025 Opći zahtjevi za osposobljenost ispitnih i umjernih laboratorija naziv je norme koja propisuje zahtjeve koje moraju ispunjavati laboratoriji.
Ova norma utvrđuje opće zahtjeve za osposobljenost za provedbu ispitivanja i umjeravanja, uključujući i uzorkovanje, a primjenjiva je za sve organizacije koje provode ispitivanja i umjeravanja bez obzira na vrste ispitivanja i umjeravanja, veličinu organizacije i opseg ispitivanja i umjeravanja. 
Sadržaj norme
1. Područje primjene
2. Upućivanje na druge norme
3. Nazivi i definicije
4. Zahtjevi koji se odnose na upravljanje
5. Tehnički zahtjevi

U pogledu organizacije, laboratorij mora definirati pravni status, odgovornost za rad u skladu s normom, potrebama kupaca, propisima, lokacije (objekte) obuhvaćene sustavom upravljanja, odgovornosti, ovlaštenja i imenovanja ključnog osoblja. U pogledu nabave usluga i potrepština nužnih za rad laboratorija, on mora imati politiku i postupak za odabir i kupovanje usluga i potrepština koje upotrebljava.
Laboratorij mora voditi računa o svojim ljudskim resursima na odgovarajućih način.
Uprava laboratorija mora osigurati osposobljenost svih koji rade u laboratoriju.
Laboratorij mora imati politiku i postupke za utvrđivanje potreba za osposobljavanjem. Laboratorij mora zapošljavati dovoljan broj osposobljenog osoblja.
Laboratorij mora osigurati odgovarajuću infrastrukturu za ispravnu provedbu svojim ispitivanja ili umjeravanja. 
Laboratorij mora imati postupke za upravljanje kvalitetom koji služe za nadzor nad valjanošću poduzetih ispitivanja i umjeravanja. 

## Vanjske poveznice
- HRN EN ISO/IEC 17025:2007 Opći zahtjevi za osposobljenost ispitnih i umjernih laboratorija